# Delias angabungana
Delias angabungana är en fjärilsart som beskrevs av Talbot 1928. Delias angabungana ingår i släktet Delias och familjen vitfjärilar. Inga underarter finns listade i Catalogue of Life.